# Deutsches Filminstitut

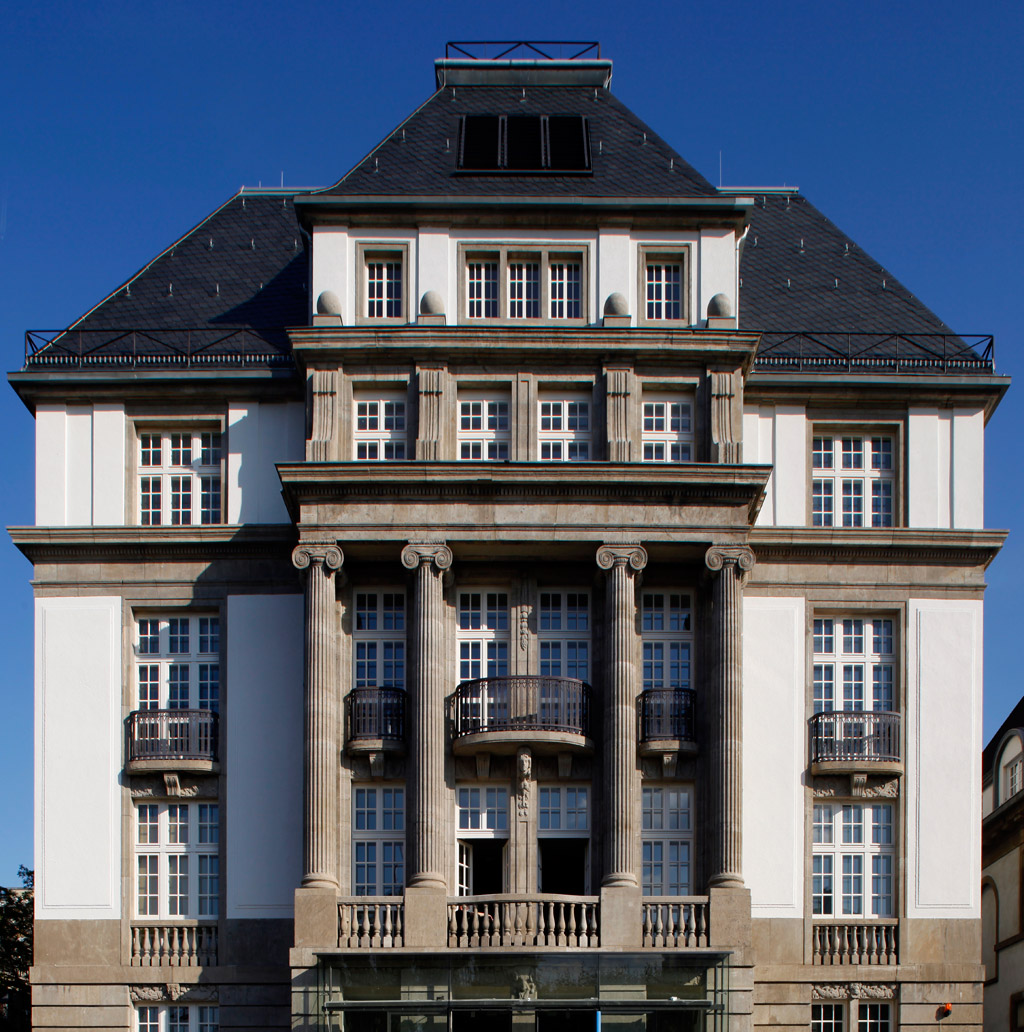
Budynek Niemieckiego Instytutu Filmowego

Niemiecki Instytut Filmowy (niem. Deutsches Filminstitut, DIF) – niemiecka organizacja filmowa mieszcząca się we Frankfurcie nad Menem.
Niemiecki Instytut Filmowy powstał 13 kwietnia 1949 roku – jego pierwsza nazwa to Deutsches Institut für Filmkunde (Niemiecki Instytut Nauk Filmowych). Trzy lata później w 1952 powstało Niemieckie Archiwum Filmowe (Deutsches Filmarchiv), które stało się oddziałem Instytutu. Wobec reorganizacji w 1956 roku Archiwum zostało oderwane od Instytutu. 1 stycznia 1959 roku prezesem Instytutu został Hanns Wilhelm Lavies, natomiast jego zastępcą Max Lippmann. W latach 1966–1981 Instytutem kierował Theo Fürstenau, następnie Gerd Albrecht. Od 1 lutego 1997 roku kierowniczką Instytutu jest Claudia Dillmann.